# Havronșciîna, Makariv
Havronșciîna (în ucraineană Гавронщина) este o comună în raionul Makariv, regiunea Kiev, Ucraina, formată numai din satul de reședință.

## Demografie
Componența lingvistică a comunei Havronșciîna
     Ucraineană (97,81%)
     Rusă (1,79%)
     Alte limbi (0,2%)
Conform recensământului din 2001, majoritatea populației comunei Havronșciîna era vorbitoare de ucraineană (97,81%), existând în minoritate și vorbitori de rusă (1,79%).